# Canton de La Côte-Saint-André
Le canton de La Côte-Saint-André est une ancienne division administrative française située dans le département de l'Isère et la région Rhône-Alpes.
La Côte-Saint-André est désormais le bureau centralisateur du nouveau canton de Bièvre.

## Géographie
Ce canton était organisé autour de La Côte-Saint-André dans l'arrondissement de Vienne. Son altitude variait de 270 m (Pajay) à 647 m (Saint-Hilaire-de-la-Côte) pour une altitude moyenne de 414 m.

## Représentation

### Conseillers généraux de 1833 à 2015
| Période | Période          | Identité                          | Étiquette                | Qualité |
| ------- | ---------------- | --------------------------------- | ------------------------ | --- |
| 1833    | 1836 (décès)     | Jean-Baptiste Sylvain de Chanrond |                          | Notaire royal à Commelle Juge de paix à La Côte-Saint-André                                                                                                  |
| 1836    | 1856 (décès)     | Jean Pion                         |                          | Médecin et propriétaire à La Côte-Saint-André, conseiller d'arrondissement                                                                                   |
| 1856    | 1864             | Joseph Rocher                     |                          | Conseiller honoraire à la Cour de cassation Recteur de l'Académie de Toulouse                                                                                |
| 1864    | 1871 (décès)     | Adolphe Claude Bert               |                          | Avocat puis magistrat Député (1842-1846, 1847-1848) |
| 1871    | 1877             | Camille Rocher                    | Droite                   | Liquoriste-brasseur, propriétaire à La Côte-Saint-André |
| 1877    | 1893 (décès)     | Marcel Paret                      | Républicain              | Ingénieur civil Maire de La Côte-Saint-André |
| 1893    | 1894 (démission) | Charles Martel                    | Républicain              | Agriculteur, conseiller municipal de La Côte-Saint-André |
| 1894    | 1907             | Henri Meyer                       | Républicain Progressiste | Député (1898-1902) Magistrat - Maire de La Côte-Saint-André                                                                                                  |
| 1907    | 1925             | René Sautreaux                    | Rad.                     | Pharmacien Maire de La Côte-Saint-André (1908-1925) |
| 1925    | 1930 (décès)     | Etienne Berger                    | Rad.                     | Médecin Maire de La Côte-Saint-André (1925-1929), conseiller d'arrondissement                                                                                |
| 1930    | 1931             | René Sautreaux                    | Rad.                     | Maire de La Côte-Saint-André |
| 1931    | 1940             | Gabriel Abel (1889-1971)          | PAPF                     | Agriculteur exploitant Maire de Balbins Nommé membre de la Commission administrative départementale en 1941 Nommé conseiller départemental en 1943           |
|         |                  |                                   |                          | |
| 1945    | 1947             | Marcel Perraud                    | DVD                      | Notaire à La Côte-Saint-André |
| 1947    | 1951             | Jean Sautreaux (1889-1980)        | Rad.                     | Maire de La Côte-Saint-André (1947) |
| 1951    | 1958             | Gabriel Abel (1889-1971)          | DVD                      | Propriétaire terrien Maire de Balbins |
| 1958    | 1994             | Jean Boyer                        | RI puis UDF              | Industriel Maire de Gillonnay Député (1968-1978) - Sénateur (1983-2001)                                                                                      |
| 1994    | 2005 (démission) | Joseph Manchon                    | DL                       | Maire de La Côte-Saint-André jusqu'en 2005 |
| 2005    | 2015             | Jean-Pierre Barbier               | UMP                      | Pharmacien - Maire de Penol Ancien Président de la Communauté de Communes du Pays de Bièvre-Liers Député (2012-2017) Elu en 2015 dans le Canton de la Bièvre |

### Conseillers d'arrondissement (de 1833 à 1940)
| Période                                  | Période          | Identité                                     | Étiquette                | Qualité |
| ---------------------------------------- | ---------------- | -------------------------------------------- | ------------------------ | --- |
| 1833                                     | 1836             | Jean Pion (1795-1856)                        |                          | Médecin, maire de La Côte-Saint-André                                                                       |
| 1836                                     | 1848             | Charles Joseph Bert (1804-1892)              |                          | Médecin à La Côte-Saint-André                                                                               |
|                                          |                  |                                              |                          | |
|                                          | 1881 (démission) | Gabriel Desplagnes                           |                          | Employé au Crédit Lyonnais, propriétaire à Balbins                                                          |
| 1881                                     | 1887 (décès)     | Michel-Louis Ferlet                          | Républicain              | Notaire, maire de Gillonnay                                                                                 |
|                                          |                  |                                              |                          | |
| 1892                                     | 1903 (décès)     | Louis Abel (1855-1903)                       | Républicain progressiste | Propriétaire terrien, rentier, maire de Balbins                                                             |
| Avril 1903                               | 1910             | Louis Normand (1854-1924)                    | Nationaliste             | Horticulteur, adjoint au maire de La Côte-Saint-André                                                       |
| 1910                                     | 1925             | Étienne Berger                               | Radical                  | Médecin, conseiller municipal de La Côte-Saint-André                                                        |
|                                          |                  |                                              |                          | |
|                                          | 1940             | Louis Normand (1883-1950, fils du précédent) | Républicain              | Horticulteur à La Côte-Saint-André                                                                          |
| 1940                                     |                  |                                              |                          | Les conseils d'arrondissement ont été suspendus par la loi du 12 octobre 1940 et n'ont jamais été réactivés |
| Les données manquantes sont à compléter. |                  |                                              |                          | |

## Composition
Le canton de La Côte-Saint-André regroupait seize communes et comptait 12 322 habitants (recensement de 1999 sans doubles comptes).
| Nom                             | Code Insee | Intercommunalité | Superficie (km2) | Population (dernière pop. légale) | Densité (hab./km2) |
| ------------------------------- | ---------- | ---------------- | ---------------- | --------------------------------- | ------------------ |
| La Côte-Saint-André (chef-lieu) | 38130      | CC Bièvre Isère  | 27,93            | 4 737 (2014)                      | 170                |
| Arzay                           | 38016      | CC Bièvre Isère  | 9,79             | 223 (2014)                        | 23                 |
| Balbins                         | 38025      | CC Bièvre Isère  | 7,26             | 419 (2014)                        | 58                 |
| Bossieu                         | 38049      | CC Bièvre Isère  | 13,48            | 271 (2014)                        | 20                 |
| Champier                        | 38069      | CC Bièvre Isère  | 14,43            | 1 359 (2014)                      | 94                 |
| Commelle                        | 38121      | CC Bièvre Isère  | 14,04            | 907 (2014)                        | 65                 |
| Faramans                        | 38161      | CC Bièvre Isère  | 10,79            | 998 (2014)                        | 92                 |
| Gillonnay                       | 38180      | CC Bièvre Isère  | 14,29            | 1 001 (2014)                      | 70                 |
| Mottier                         | 38267      | CC Bièvre Isère  | 10,72            | 684 (2014)                        | 64                 |
| Nantoin                         | 38274      | CC Bièvre Isère  | 9,50             | 455 (2014)                        | 48                 |
| Ornacieux                       | 38284      | CC Bièvre Isère  | 4,89             | 410 (2014)                        | 84                 |
| Pajay                           | 38291      | CC Bièvre Isère  | 14,32            | 1 122 (2014)                      | 78                 |
| Penol                           | 38300      | CC Bièvre Isère  | 12,16            | 336 (2014)                        | 28                 |
| Saint-Hilaire-de-la-Côte        | 38393      | CC Bièvre Isère  | 13,75            | 1 428 (2014)                      | 104                |
| Sardieu                         | 38473      | CC Bièvre Isère  | 11,20            | 1 078 (2014)                      | 96                 |
| Semons                          | 38479      | CC Bièvre Isère  | 10,55            | 363 (2014)                        | 34                 |

## Démographie
| 1962  | 1968  | 1975  | 1982   | 1990   | 1999   | 2006   | 2011   | 2012   |
| ----- | ----- | ----- | ------ | ------ | ------ | ------ | ------ | ------ |
| 9 507 | 9 140 | 9 655 | 10 672 | 11 385 | 12 322 | 14 136 | 15 539 | 15 591 |